# Belinyu
Belinyu (Belinjoe) is een onderdistrict (kecamatan) van het regentschap Bangka (Banka) in het noorden van de Indonesische provincie Bangka-Belitung (Banka-Billiton).

## Verdere onderverdeling
Het onderdistrict Belinyu is anno 2010 verdeeld acht kelurahan, plaatsen en dorpen:
- Air Jukung
- Bintet
- Bukit Ketok
- Gunung Muda
- Gunung Pelawan
- Kuto Panji
- Lumut (Belinyu)
- Riding Panjang (Belinyu)

## Geboren in Belinyu
- Johannes Evert Hendrik Akkeringa, kunstschilder. (1861-1942)

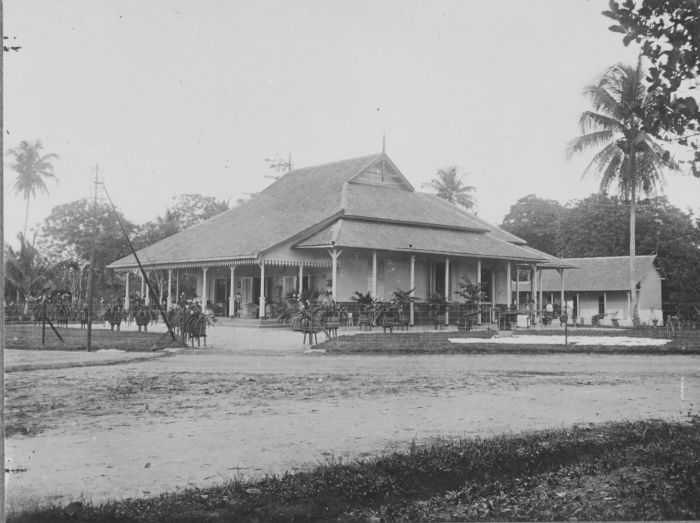
Woning van de Sectie-Ingenieur bij de Banka-tinwinning in Belinjoe ± 1914
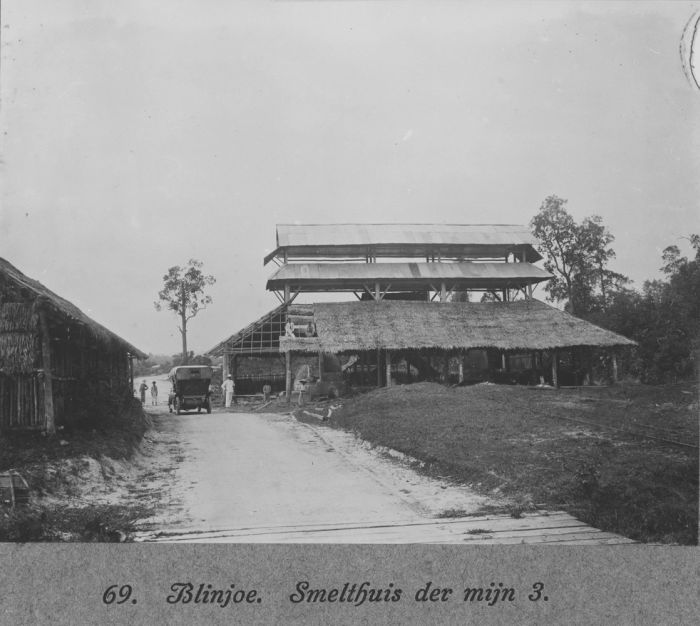
Smelterij bij een mijn van de Banka-tinwinning in Belinjoe ± 1914